# Die Eule - 1. Die tollen Launen eines Millionärs

Die Eule. 1. Die tollen Launen eines Millionärs est un film muet allemand réalisé par Eddie Polo sorti en 1927, la seconde partie étant Die Eule - 2. Die Unbekannte.

## Fiche technique
- Titre :
- Titre original : Die Eule. 1. Die tollen Launen eines Millionärs
- Réalisation : Eddie Polo
- Scénario : Margarethe Schmahl
- Photographie : Max grix
- Direction artistique : Fritz Willi Krohn
- Production : Maria Zach
- Distribution :
- Film : Allemagne  République de Weimar
- Format :NB – muet
- Durée :
- Avis de la censure : 9 février 1927
- Première :

## Distribution
- Eddie Polo
- Erich Kaiser-Titz
- Hans Adalbert Schlettow
- Fritz Schnell
- Dorothy Douglas